# Натина

Натина - страва з лободи

Натина — дика лобода. Звідси й назва страви з молодої дикої чи городньої лободи. Також добавляли молоді пагінці кропиви, кропу, цибулі. Натину з кукурудзяним борошном готували переважно на західних територіях України.